# Otto Graf (Schauspieler)
Otto Graf (* 28. November 1896 in Haina; † 22. Februar 1977 in Berlin; gebürtig Otto Ludwig Fritz Graf) war ein deutscher Schauspieler und Theaterregisseur.

## Leben
Er war das uneheliche Kind eines Landjägermeisters und einer Schneiderin. Graf wuchs in Meiningen auf und absolvierte eine Lehre in der Deutschen Hypothekenbank. Bereits Statist am Meininger Theater, nahm er Schauspielunterricht bei Erich Nowack.
Er gab sein Debüt im Jahr 1920 am Stadttheater Mühlhausen/Thüringen. Dort war er als jugendlicher Held und Liebhaber bis 1922 engagiert. Von 1922 bis 1924 spielte er am Theater Gera und von 1924 bis 1928 am Nationaltheater Weimar. In Weimar sah man ihn als Ferdinand in Kabale und Liebe sowie in den Titelrollen von Goethes Faust, Der Prinz von Homburg, Hamlet sowie als Maximilian in Franz Werfels Juarez und Maximilian.
Von 1928 bis 1933 gehörte er zum Ensemble der Städtischen Bühnen Hannover. Hier verkörperte er Stanhope in Die andere Seite von R. C. Sherriff. Von 1933 bis 1934 fungierte er als 1. Held an den Städtischen Bühnen Frankfurt am Main. 1934 holte ihn Gustaf Gründgens an das Staatstheater Berlin. In Berlin spielte er bis zur Theaterschließung 1944 als Held, Liebhaber und Bonvivant. In Meiningen gastierte er als Hamlet. Graf stand 1944 in der Gottbegnadeten-Liste des Reichsministeriums für Volksaufklärung und Propaganda.
Nach Kriegsende bemühte er sich um den Wiederaufbau des Meininger Theaters. In Berlin war er als Schauspieler und Regisseur von 1945 bis 1952 an der Tribüne, der Komödie und am Renaissance-Theater aktiv, außerdem an den Hamburger Kammerspielen. Seit 1952 spielte er am Schillertheater. Neben seiner Bühnentätigkeit übernahm Graf verschiedene kleine Rollen beim Film und später auch beim Fernsehen.
Er war Lehrer an der Max-Reinhardt-Schule für Schauspiel. Sein künstlerischer Nachlass befindet sich im Thüringischen Staatsarchiv Meiningen.

## Filmografie
- 1935: Nacht der Verwandlung
- 1936: Verräter
- 1937: Kapriolen
- 1937: Die Fledermaus
- 1937: Unternehmen Michael
- 1938: Urlaub auf Ehrenwort
- 1938: Pour le Mérite
- 1938: Liebesbriefe aus dem Engadin
- 1939: Salonwagen E 417
- 1939: Legion Condor
- 1939: Robert Koch, der Bekämpfer des Todes
- 1940: Angelika
- 1940: Bismarck
- 1940/42: Der große König
- 1941: Krach im Vorderhaus
- 1941: Ohm Krüger
- 1941: Was geschah in dieser Nacht
- 1941: Ich klage an
- 1942: Andreas Schlüter
- 1942: Die Entlassung
- 1942: Meine Frau Teresa
- 1943: Die Wirtin zum Weißen Rößl
- 1943: Damals
- 1943: Großstadtmelodie
- 1944: Der Engel mit dem Saitenspiel
- 1944: Der große Preis
- 1944: Um neun kommt Harald
- 1945: Der Mann im Sattel (UA: 2000)
- 1948: Beate
- 1950: Nur eine Nacht
- 1954: Canaris
- 1956: Beichtgeheimnis
- 1956: Teufel in Seide
- 1956: Anastasia, die letzte Zarentochter
- 1957: Anders als du und ich
- 1960: Waldhausstraße 20
- 1960: Der letzte Zeuge
- 1961: Elisabeth von England
- 1961: Die Ehe des Herrn Mississippi
- 1964: Der Prozeß Carl von O.
- 1966: Wo blieb Friedrich Weisgerber?
- 1966: Weiß gibt auf
- 1968: Der junge Lord
- 1968: Novemberverbrecher
- 1969: Zwei ahnungslose Engel
- 1969: Dr. med. Fabian – Lachen ist die beste Medizin
- 1970: Die Herren mit der weißen Weste

## Theater
- 1949: Gotthold Ephraim Lessing: Emilia Galotti (Marinelli) – Regie: Rudolf Hammacher (Bühne der Jugend im Titania-Palast Berlin)